# Tadeusz Derlatka
Tadeusz Henryk Derlatka (ur. 24 lipca 1940 w Zwoleniu, zm. 16 sierpnia 2019 w Radomiu) – polski architekt, urbanista i samorządowiec, w latach 1991–1994 wicewojewoda radomski, w latach 2002–2006 przewodniczący rady miejskiej Radomia.

## Życiorys
Syn Stanisława i Stefanii. Absolwent Technikum Budowlanego w Radomiu. Ukończył studia na Wydziale Architektury Politechniki Wrocławskiej (1964) i podyplomowe studium planowania przestrzennego na Politechnice Warszawskiej (1967). Zdobył uprawnienia architektoniczne i urbanistyczne, posiadał status twórcy. Pracował w zespole urbanistycznym w Zwoleniu, następnie od 1970 do 1988 był projektantem w Zespole Miastoprojekt w Radomiu. W 1990 objął stanowisko radomskiego architekta wojewódzkiego.
Jako architekt wyróżniony licznymi nagrodami, m.in. pierwszą nagrodą w 1969 za projekt dzielnicy „Zachód” w Stargardzie. Był projektantem m.in. ołtarza z okazji wizyty Jana Pawła II w Radomiu w 1991, siedzib Komendy Wojewódzkiej Policji i Naczelnej Organizacji Technicznej w Radomiu, ohelu na cmentarzu żydowskim w Radomiu, osiedli mieszkaniowych w Połańcu i Tibissie w Algierii. Zaprojektował liczne kościoły w Radomiu i okolicach (w tym m.in. w Radomiu: św. Maksymiliana Kolbe na Firleju, Chrystusa Dobrego Pasterza na I Południu, św. Rafała Kalinowskiego na Ustroniu, w diecezji radomskiej: św. Maksymiliana Kolbe w Bogucinie, Niepokalanego Serca NMP w Bierwcach, św. Rocha w Mniszewie, MB Fatimskiej w Ługach, Zwiastowania NMP w Jastrzębi wraz z kaplicą przedpogrzebową, zwieńczenie wieży kościoła św. Wawrzyńca w Głowaczowie), a także liczne pomniki na ziemi radomskiej oraz kompleks Muzeum Wsi Radomskiej czy kościół w Kowalczukach na Litwie.
Od 1991 do 1994 pełnił funkcję  wicewojewody radomskiego. Następnie kierował wydziałem rozwoju gospodarczego Urzędu Wojewódzkiego w Radomiu. Zasiadał też w Krajowej Radzie Gospodarki Przestrzennej i wojewódzkiej komisji urbanistycznej. W kadencji 2002–2006 zasiadał w radomskiej radzie miejskiej z listy KWW Radomianie Razem, pełniąc funkcję jej przewodniczącego (w 2006 nie uzyskał reelekcji). Działał także społecznie jako współzałożyciel Społecznego Komitetu Ratowania Zabytków oraz prezes Stowarzyszenia Miłośników Poezji Jana Kochanowskiego „Renesans”, a także działał na rzecz odnowy zabytkowych radomskich cmentarzy i Zamku Królewskiego. Publikował także artykuły dotyczące historii Radomia i okolic w lokalnej prasie.
Zmarł po długiej chorobie. Pochowany 21 sierpnia 2019 na cmentarzu wojskowym w Radomiu. Odznaczony m.in. Krzyżem Kawalerskim Orderu Odrodzenia Polski (2005), Odznaką „Zasłużonego Działacza Kultury”, Złotym i Srebrnym Krzyżem Zasługi, Złotym Medalem Opiekuna Miejsc Pamięci Narodowej, Srebrną Odznaką SARP (2019, pośmiertnie), Nagrodą im. biskupa Jana Chrapka oraz medalem Bene Merenti Civitas Radomiensis (pośmiertnie).

## Galeria projektów Tadeusza Derlatki

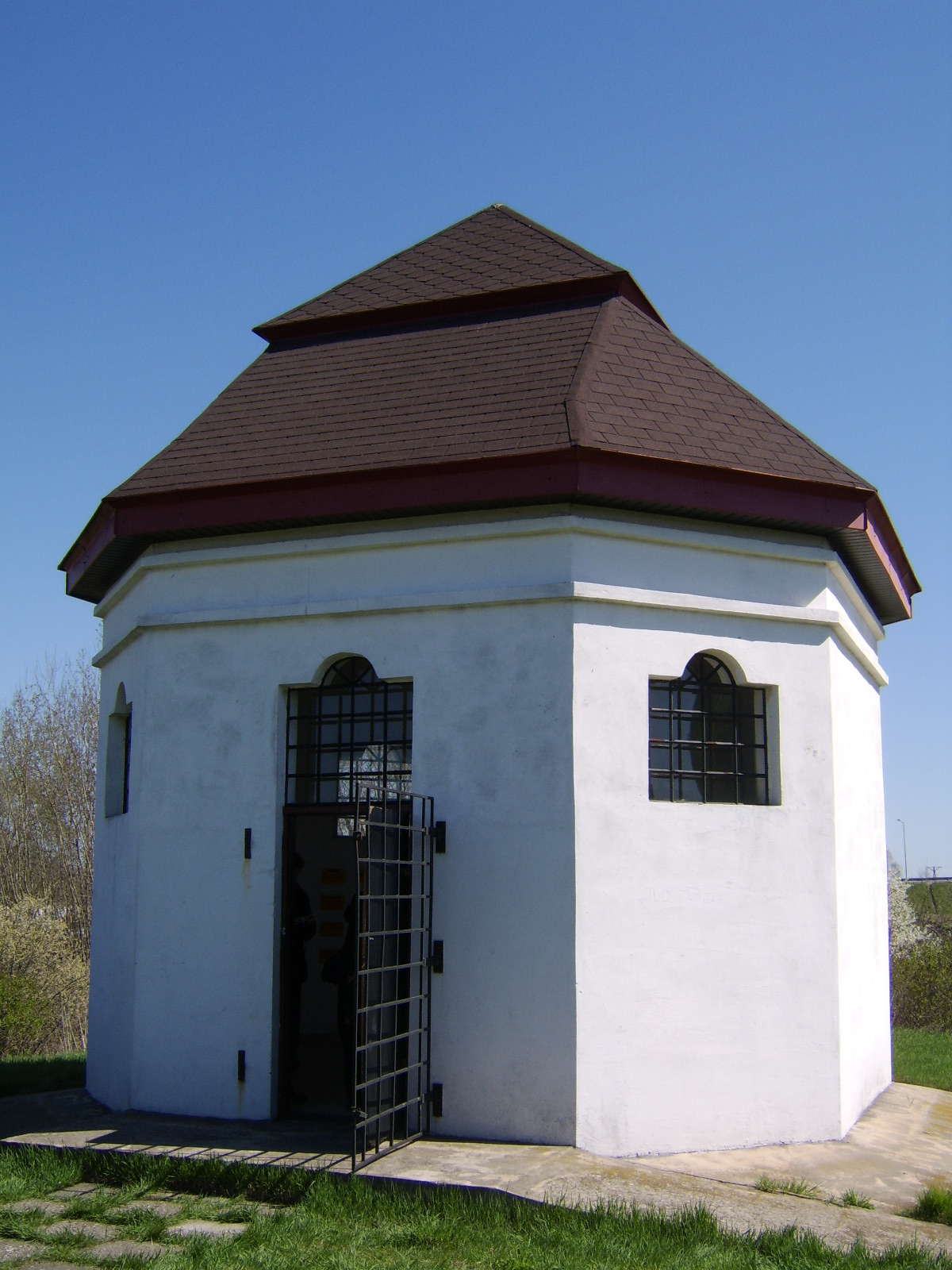
Ohel na cmentarzu żydowskim w Radomiu
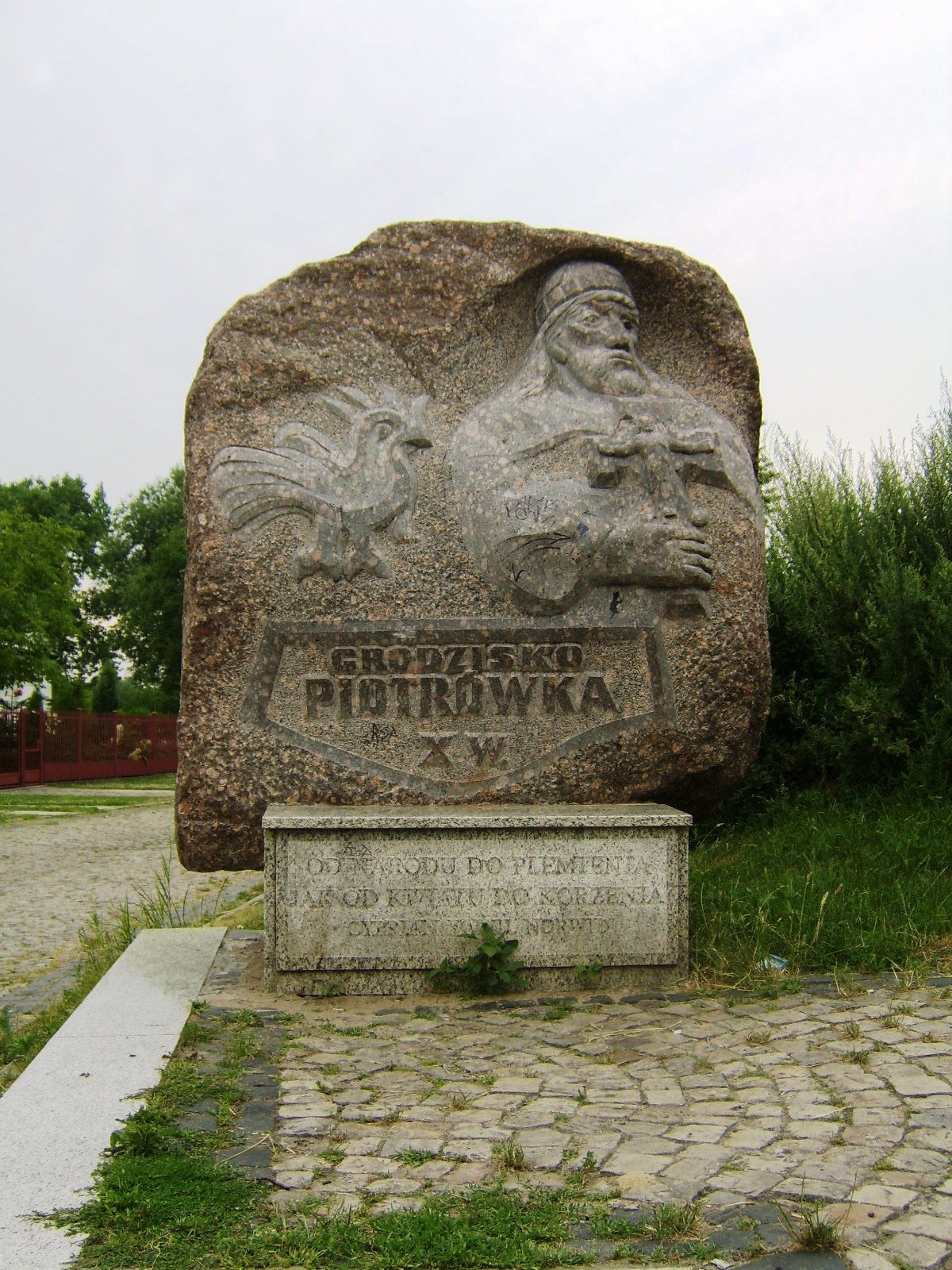
Kamień upamiętniający Grodzisko „Piotrówka” w Radomiu
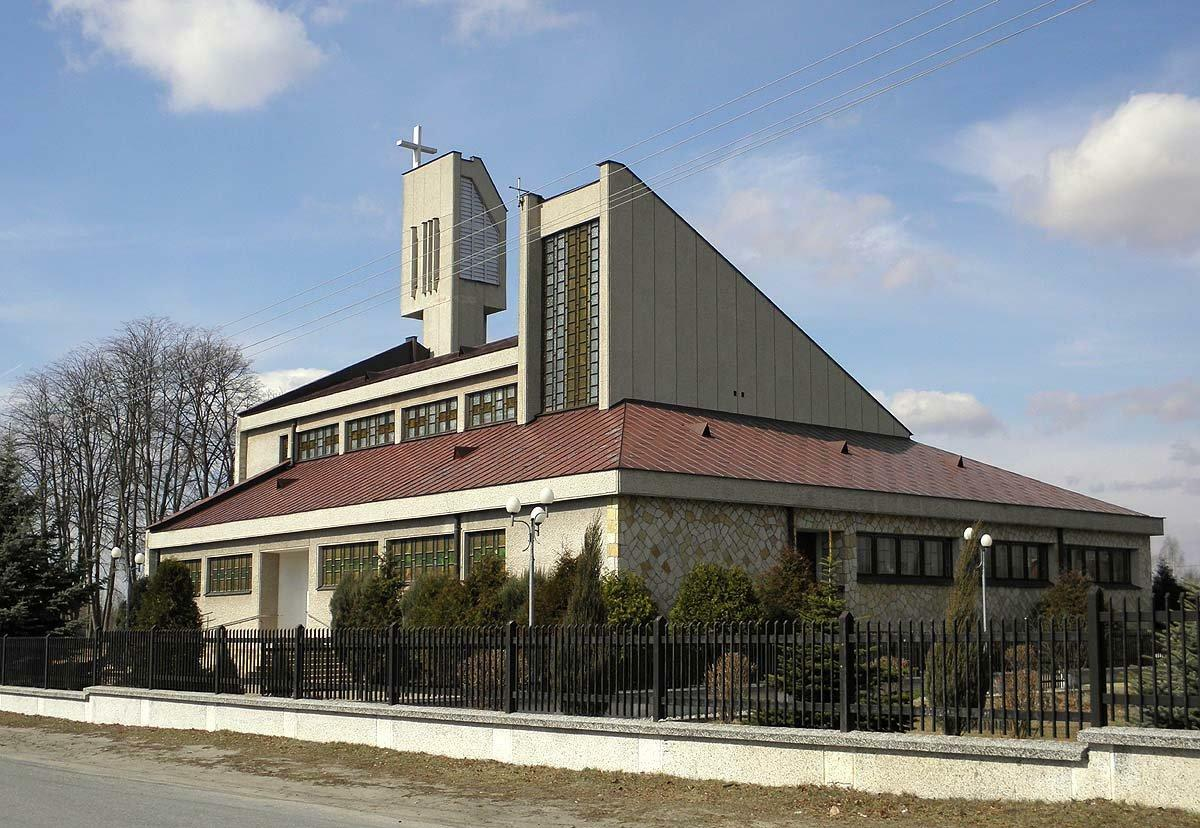
Parafia Zwiastowania Najświętszej Marii Panny w Jastrzębi
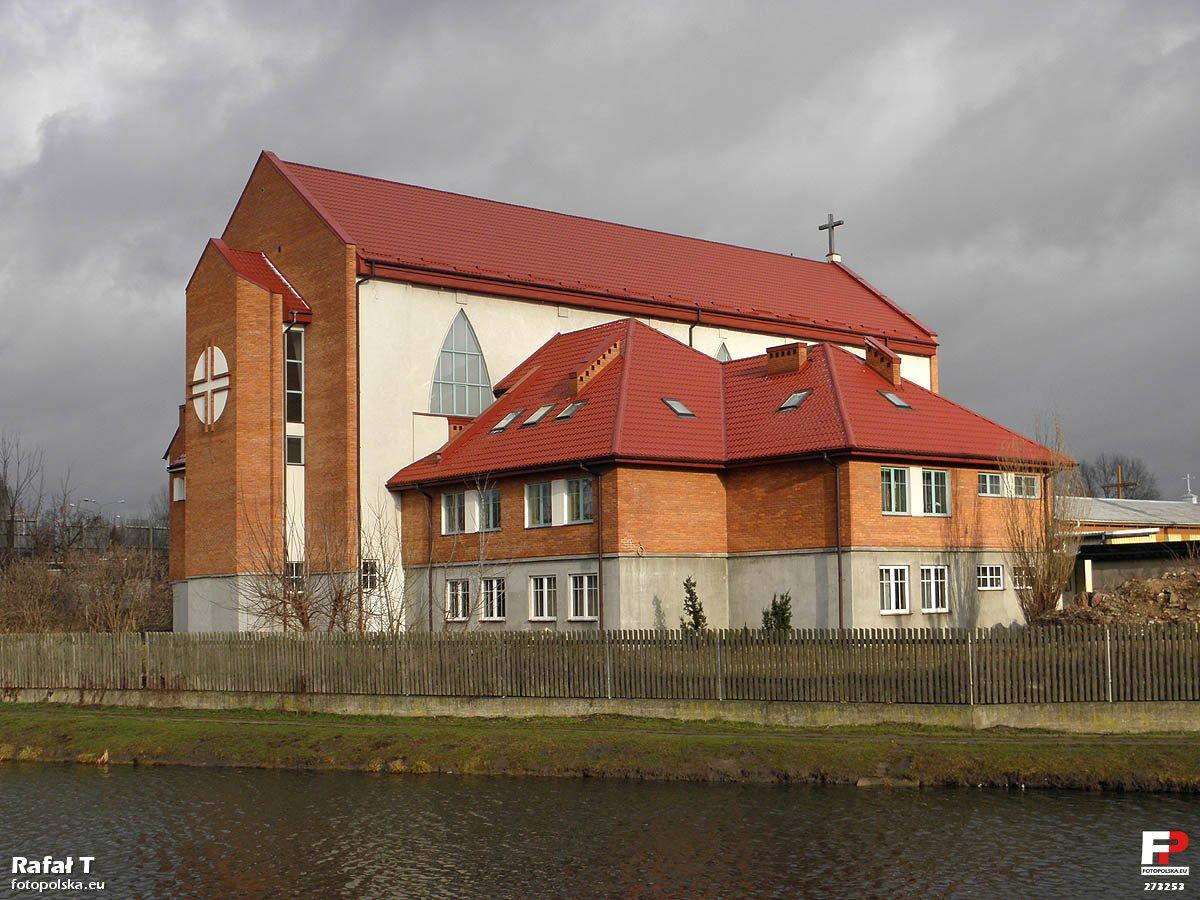
Parafia św. Rafała Kalinowskiego w Radomiu
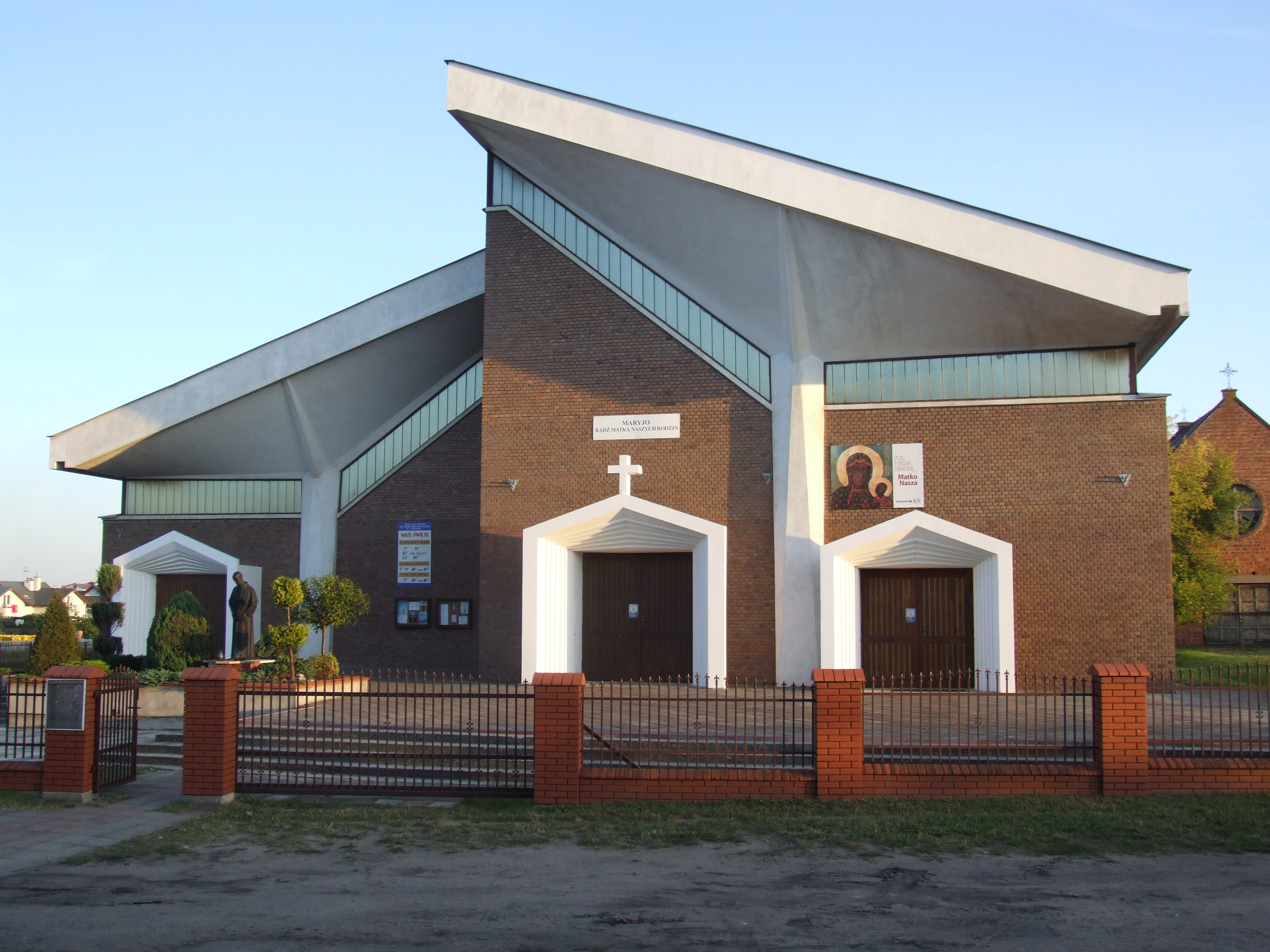
Kościół św. Maksymiliana Marii Kolbego w Radomiu na os. Firlej
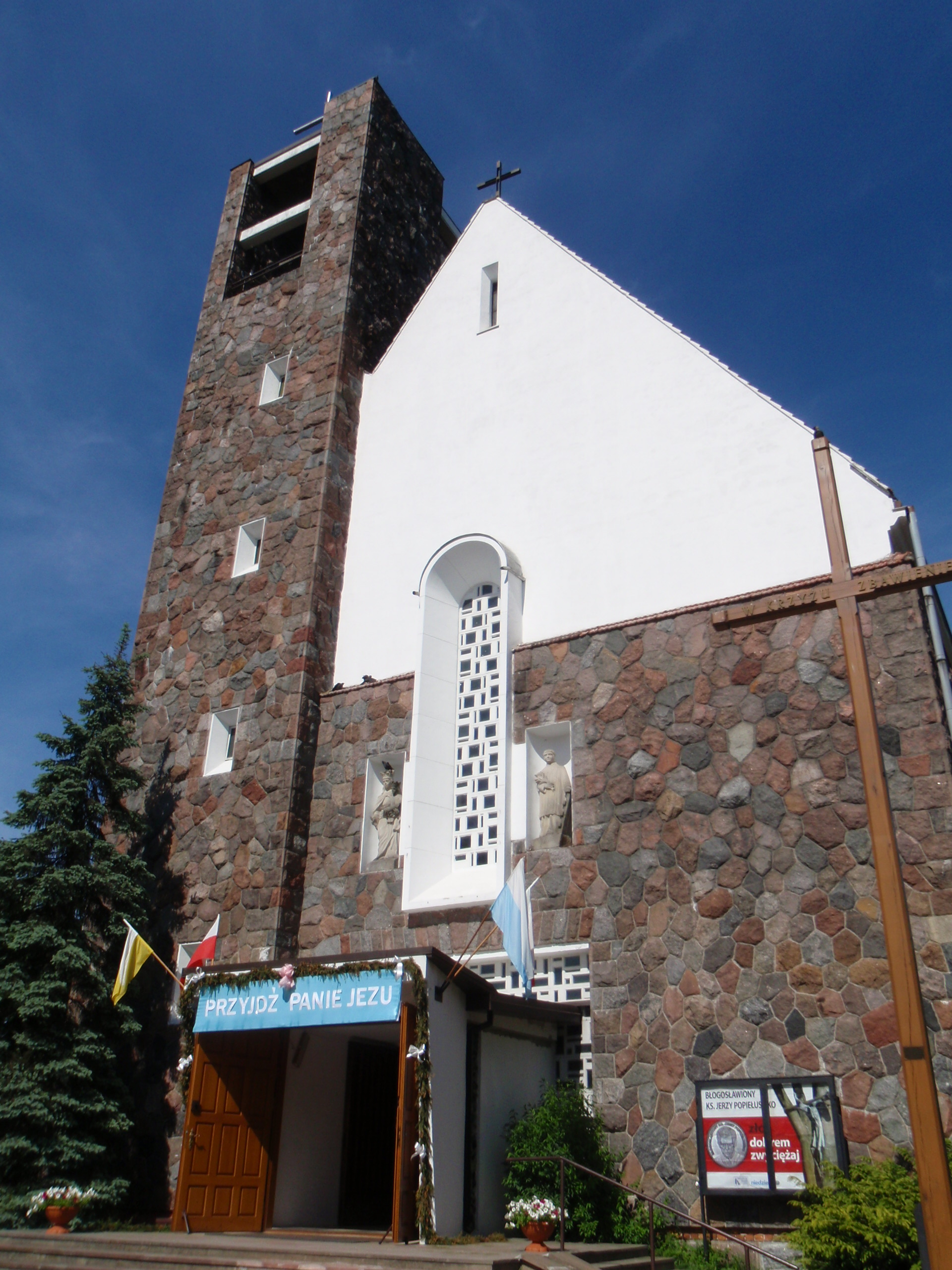
Wieża kościoła św. Wawrzyńca w Głowaczowie